# موريسيو كاسيرا
موريسيو كاسيرا (بالإسبانية: Mauricio Casierra)‏ (8 ديسمبر 1985 بتوماكو في كولومبيا - ) هو لاعب كرة قدم كولومبي في مركز الدفاع. شارك مع منتخب كولومبيا تحت 20 سنة لكرة القدم ومنتخب كولومبيا لكرة القدم. أما مع النوادي، فقد لعب مع أونس كالداس وإستوديانتيس دي لا بلاتا وديبورتيفو كالي ونادي أتليتيكو بيلغرانو ونادي ميلوناريوس.

## وصلات خارجية
- موريسيو كاسيرا على موقع الاتحاد الدولي (مؤرشف)  (الإنجليزية)
- موريسيو كاسيرا على موقع قاعدة بيانات كرة القدم.إي يو (الإنجليزية)
- موريسيو كاسيرا على موقع ناشيونال فوتبول تيمز (الإنجليزية)
- موريسيو كاسيرا على موقع Soccerway.com (الإنجليزية)
- موريسيو كاسيرا على موقع عالم كرة القدم.نت (الإنجليزية)